# Hébécrevon

Hébécrevon este o comună în departamentul Manche, Franța. În 1 ianuarie 2018 avea o populație de 1.134 de locuitori.